# Nucli antic de Corçà
El Nucli antic de Corçà és una obra de Corçà (Baix Empordà) inclosa a l'Inventari del Patrimoni Arquitectònic de Catalunya.

## Descripció
Delimitat per les restes de l'antiga muralla i per l'església, el nucli antic de Corçà conserva interessants elements arquitectònics: portes, finestres, portals de muralla, ..., que, en alguns casos, mostren dates a les llindes, principalment dels segles XVII i XVIII. Són molt remarcables algunes de les finestres de les cases del carrer Major, de tipologia gòtico-renaixentista.

## Història
El conjunt arquitectònic mostra nombrosos elements datables a partir de l'època gòtica. Les llindes de les obertures conserven dates dels segles XVII i XVIII.